# Batalion ON „Huculski II”

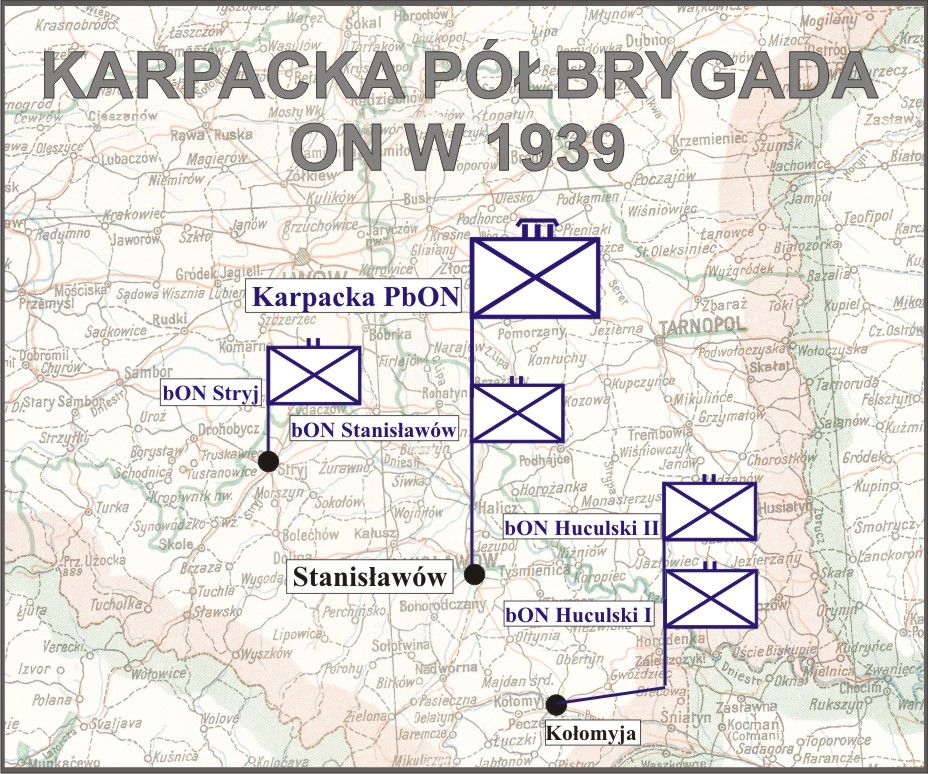
Karpacka Półbrygada ON

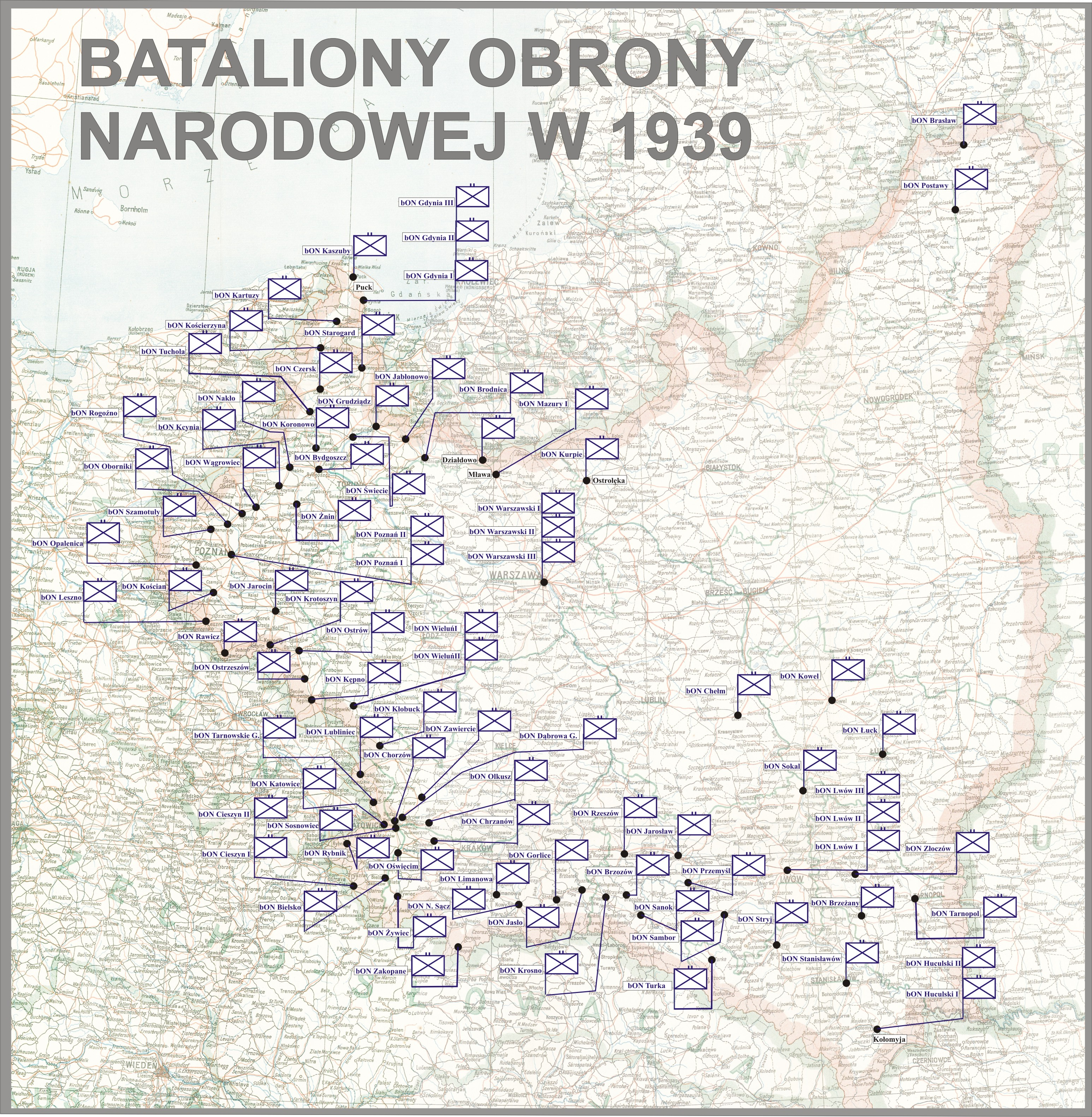
Obrona Narodowa w 1939

II Huculski Batalion Obrony Narodowej (batalion ON „Huculski II”) – pododdział piechoty Wojska Polskiego II RP.
Batalion sformowany został wiosną 1939, w składzie Karpackiej Brygady ON według etatu batalionu ON typ I.
Jednostką administracyjną i mobilizującą dla I Huculskiego batalionu ON był 49 pp w Kołomyi.

## II Huculski batalion ON w kampanii wrześniowej
Kampanię wrześniową rozpoczął w składzie Odcinka „Węgry” (Armia „Karpaty”).W składzie Karpackiej Półbrygady ON ppłk. Franciszka Kleina osłaniał granicę węgierską w rejonie Mikuliczyna. Nocą 20/21 września w składzie macierzystej półbrygady, batalion przekroczył granicę węgierską i został internowany

## Obsada personalna
- dowódca – kpt. Józef Pulnarowicz
- dowódca 1 kompanii ON „Nadwórna”[2] –
- dowódca 2 kompanii ON „Worochta”[2]-
- dowódca 3 kompanii ON –